# Palacio Episcopal de Orihuela
El palacio episcopal de Orihuela es un palacio religioso español de estilo barroco del siglo XVIII. Se encuentra situado en la ciudad de Orihuela, capital de la homónima diócesis de Orihuela. Dicho edificio fue la residencia del obispo de Orihuela. 
Fue declarado Monumento Nacional por Decreto de 31 de octubre de 1975. En la actualidad tiene la consideración de Bien de Interés Cultural en su categoría de Monumento, estatuto jurídico conmutado por la ley 16/1985 de las Cortes Generales y 4/1998 de la Comunidad Valenciana.
Actualmente es la sede del Museo Diocesano de Arte Sacro, museo que alberga obras de Velázquez y Nicolás de Bussy entre otros.

## Historia

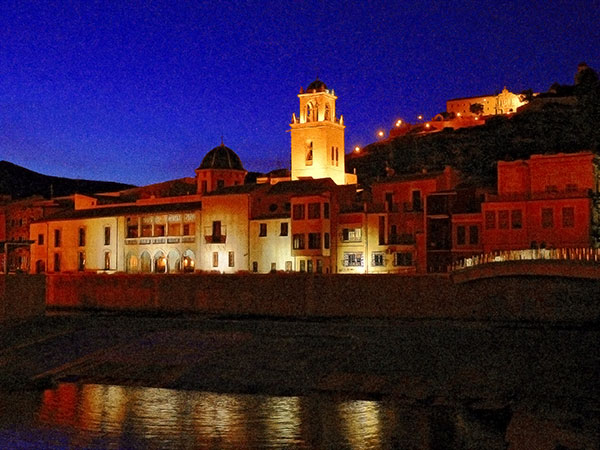
Vista nocturna de la torre de la Catedral, fachada sur del Palacio Episcopal y el Seminario Diocesano (en lo alto de la montaña).

El solar que ocupa actualmente el palacio fue en la antigüedad ocupado por diversos edificios. Dicho solar, era propiedad del Cabildo de la Catedral de Orihuela. En el siglo XV se construyó en él uno de los hospitales de la ciudad, denominado el Hospital del Corpus.
Dicho establecimiento pertenecía a la Catedral y daba servicio a pobres, mendigos, peregrinos, etc. El referido hospital fue construido en estilo gótico. El hospital se encontraba dirigido por el cabildo con la colaboración de la cofradía del Santísimo Sacramento, con sede canónica en la anexa capilla de la Virgen del Loreto.
En el siglo XVI, se traslada el hospital a la zona del arrabal Roig, cambiando el nombre por el de San Bartolomé. En dicha zona tenía el obispo de Orihuela su residencia, y al observar el traslado, intentó hacerse con el inmueble, oponiéndose el cabildo que en el inmueble del hospital quería establecer la casa de canónigos. La edificación de esa época se realizó en el siglo XVI en estilo renacentista, conservando el actual palacio algunas estancias en dicho estilo.
En el siglo XVIII, muchos canónigos se construyeron palacios y casas propias, por lo que la antigua residencia quedó vacía. El obispo de la ciudad se quedó el Palacio mandando construir uno nuevo en el solar anexo a la Santa Iglesia Catedral.

## Fachada
El conjunto del edificio posee dos fachadas: la fachada norte y la sur. La primera es la principal y se localiza en la calle Mayor de Orihuela. La segunda se localiza en la ribera del río Segura.

### Fachada principal

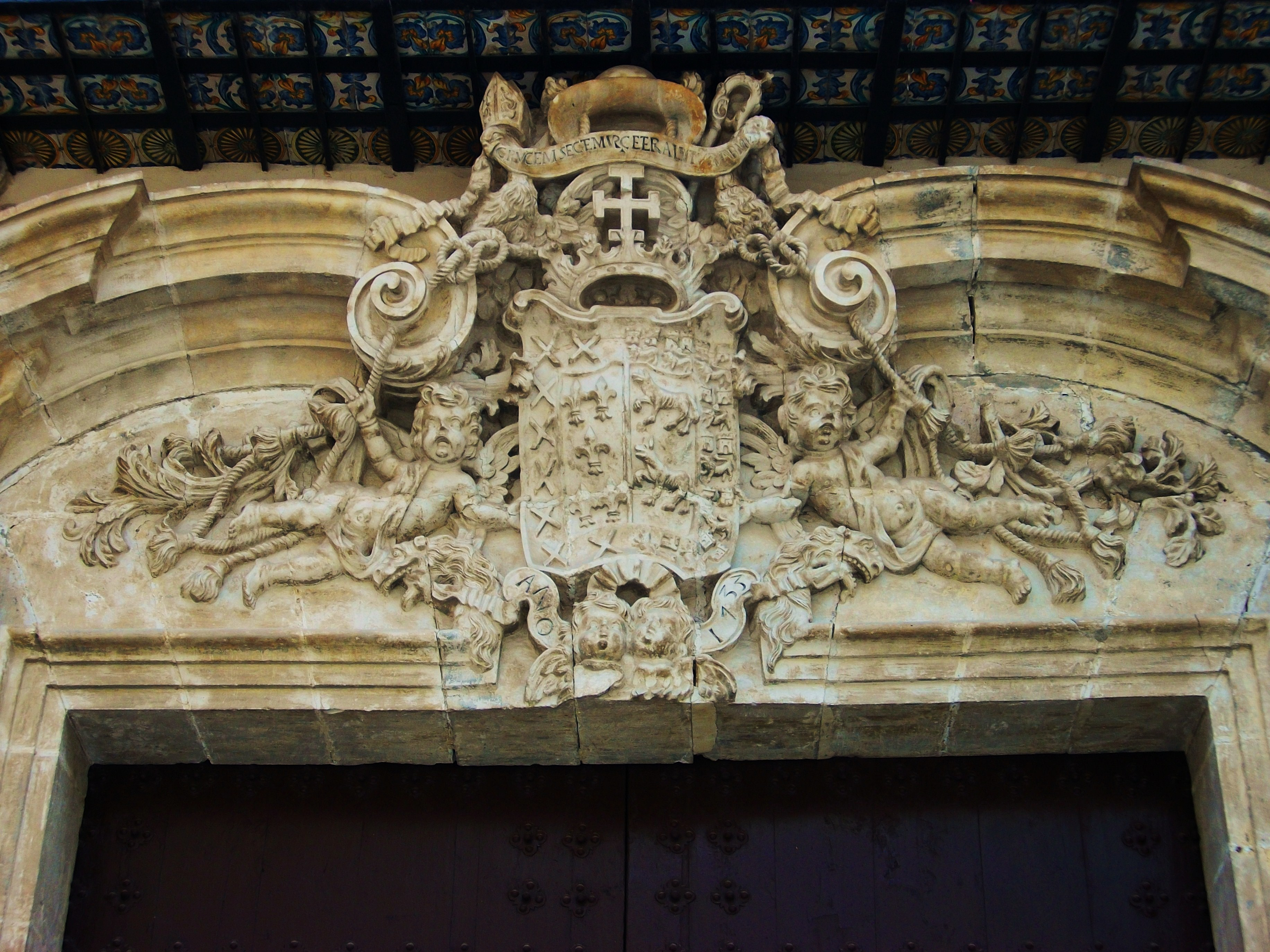
Detalle de la portada principal.

La fachada norte o principal del edificio se puede dividir en tres tramos. El primero es el de la capilla del Loreto, que acoge en la planta baja dicha capilla dependiente de la Catedral, y en su planta alta se acogía la anterior fábrica de cera de la Cofradía del Loreto. El edificio fue reformado totalmente y en la actualidad acoge la capilla privada del Obispo, obra barroca decorada con molduras y pilastras con capiteles compuestos.
La segunda parte es la que se corresponde con la construcción del obispo Flores Osorio. El edificio fue levantado en el siglo XVIII aprovechando algunos elementos anteriores como la escalera de mármol rojo cubierta por una cúpula renacentista, proveniente del anterior edificio.
La decoración en la fachada sigue el esquema de los palacios barrocos del siglo XVIII, reduciéndose la decoración a los vanos (ventanas y puerta) siendo muy profusa en la portada principal, en cuyo dintel campea el escudo del obispo constructor Flores Osorio. 
Situada a la izquierda, entre la portada principal y la de la Capilla del Loreto, hay una pequeña portada renacentista, portada de la Curia, cuya única decoración se reduce al escudo del obispo Almeida de Cartagena (siglo XVI). Dicha portada da acceso a un patio cuadrado con una escalera en piedra que se abre a su vez en dos. Destaca la rejería del edificio y la balconada, decorada con azulejería valenciana del siglo XVIII.
El tercer tramo se conoce como palacio de Campo Salinas, por estar entre el palacio Episcopal y el palacio de los Condes de Campo Salinas. Es una construcción del siglo XVIII, exenta de toda decoración salvo en la rejería, obra de forja del siglo XVIII que reproduce los modelos de la rejería de la Iglesia de Santiago en su capilla de la Comunión.
Por tanto tiene tres portadas:
- Portada de la Curia: obra del siglo XVI, que da acceso al patio en cuyas estancias se encontraba la curia del Obispado.

- Portada central o del Obispo: obra del siglo XVIII con decoración muy profusa en su dintel, que utilizaba el obispo para salir del palacio a pie.

- Portada lateral u oeste: obra más tosca del siglo XVIII. Por ella accedía el carro del obispo y da paso a las caballerizas del palacio.

## Interior
En el interior del palacio se compone de dos plantas más la planta baja del mismo. La planta noble constituía la residencia del obispo, encontrándose en ella las estancias más nobles como la sala de audiencias, el salón del trono, la escalera principal, la Capilla o la Galería de Obispos. El segundo piso constituía la residencia de otros sacerdotes y sirvientes. 
Además en la planta baja también tenía viviendas para sirvientes, además de otras estancias como la cocina, las caballerizas, las cocheras, el patio de la curia o el claustro principal. 
Algunas de las estancias están decoradas con viguería de madera y artesonados.

### Claustro

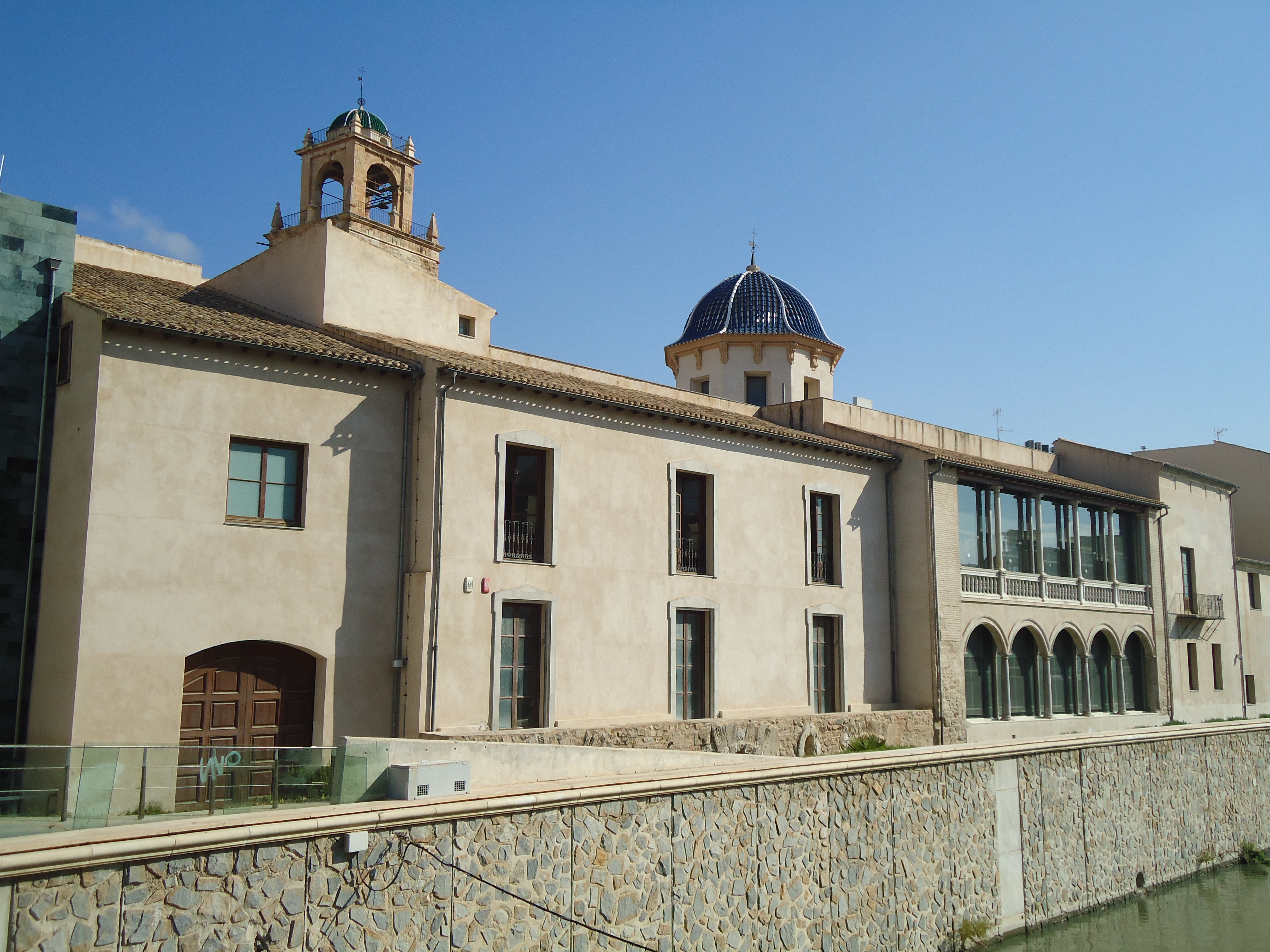
Fachada sur del palacio, donde se observa el claustro.

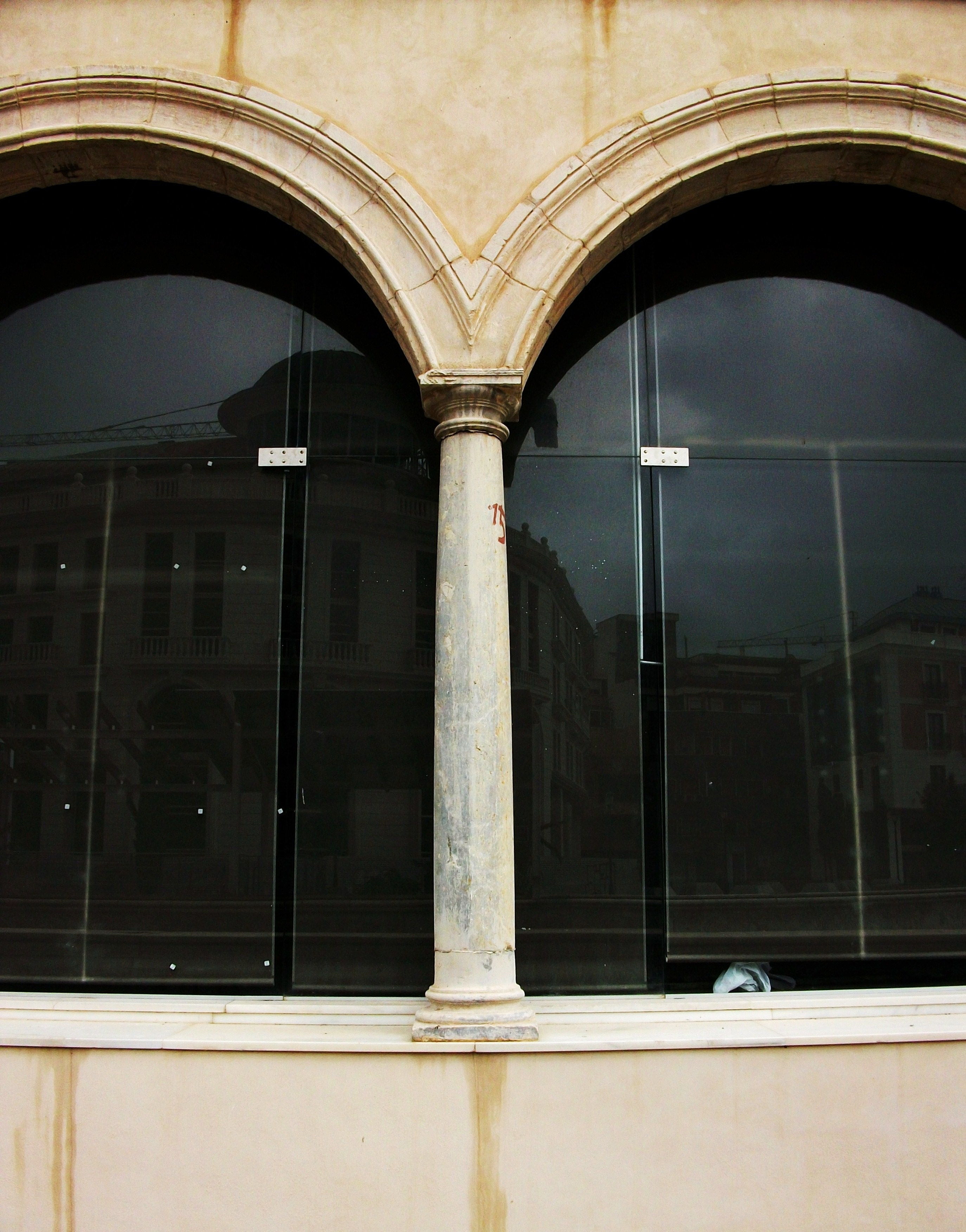
Detalle.

En el interior posee un pequeño pero bello claustro de estilo barroco clasicista con grandes pilastras. Los ventanales de la planta noble están decorados con líneas a modo de frontón y de modo muy profuso a modo rococó.

### Capilla del Obispo
La capilla privada del Obispo fue construida en el siglo XVIII en la parte superior de la capilla de Loreto (siglo XVI). Dicha estancia era la fábrica de cera de la cofradía del Santísimo Sacramento, que surtía de cera a la Catedral de Orihuela. Los mayordomos de dicha cofradía, donaron al obispo la estancia y él se construyó una capilla sobre suelo sagrado (debajo está la capilla del Loreto, perteneciente a la S. I. Catedral de Orihuela). 
La capilla se trata de una estancia de planta cuadrada realizada en el siglo XVIII. Es de factura barroca adornada con pilastras que culminan en capiteles compuestos. En ella colgaba la Tentación de Santo Tomás de Aquino de Velázquez hasta que pasó a la catedral de Orihuela. Este gran lienzo, una de las escasísimas obras seguras del pintor conservadas en España exceptuando las del Museo del Prado, regresó posteriormente al palacio, pero se exhibe en otro espacio: el Museo Diocesano de Arte Sacro.

### Escalera principal
Se accede a ella a través del claustro del palacio. Por ello se sube a la planta noble del edificio. La escalera fue construida en el siglo XVI en estilo renacentista. Posiblemente provenga del anterior edificio que ocupaba el solar del actual palacio (Hospital del Corpus, que fue convertido en residencia de Canónigos). Los peldaños de la misma están realizados en mármol de color rojo con un bello pasamanos realizado en forja. Todo el conjunto culmina en una cúpula renacentista de media naranja sobre tambor octogonal, decorada con esgrafiados y cuyo exterior fue decorado con tejas vidriadas la cúpula en sí y con decoración barroca el tambor. El tambor fue abierto con vanos para integrar luminosidad en el conjunto.

### Galerías
El palacio al ser residencia episcopal, posee para distribuir la estancias y para el paseo del prelado diversas galerías que articulaban el edificio. Un ejemplo es la galería del sobre claustro, donde además se encontraba el episcopologio de la diócesis (actualmente en el Seminario Diocesano de San Miguel (Orihuela)) y en su parte trasera posee dos galerías, una adintelada (la del primer piso o planta noble) y otra con arcadas y columnas dóricas del siglo XVI (en la planta baja) que daban una perspectiva sobre el río y la ciudad de Orihuela.

## Curiosidades

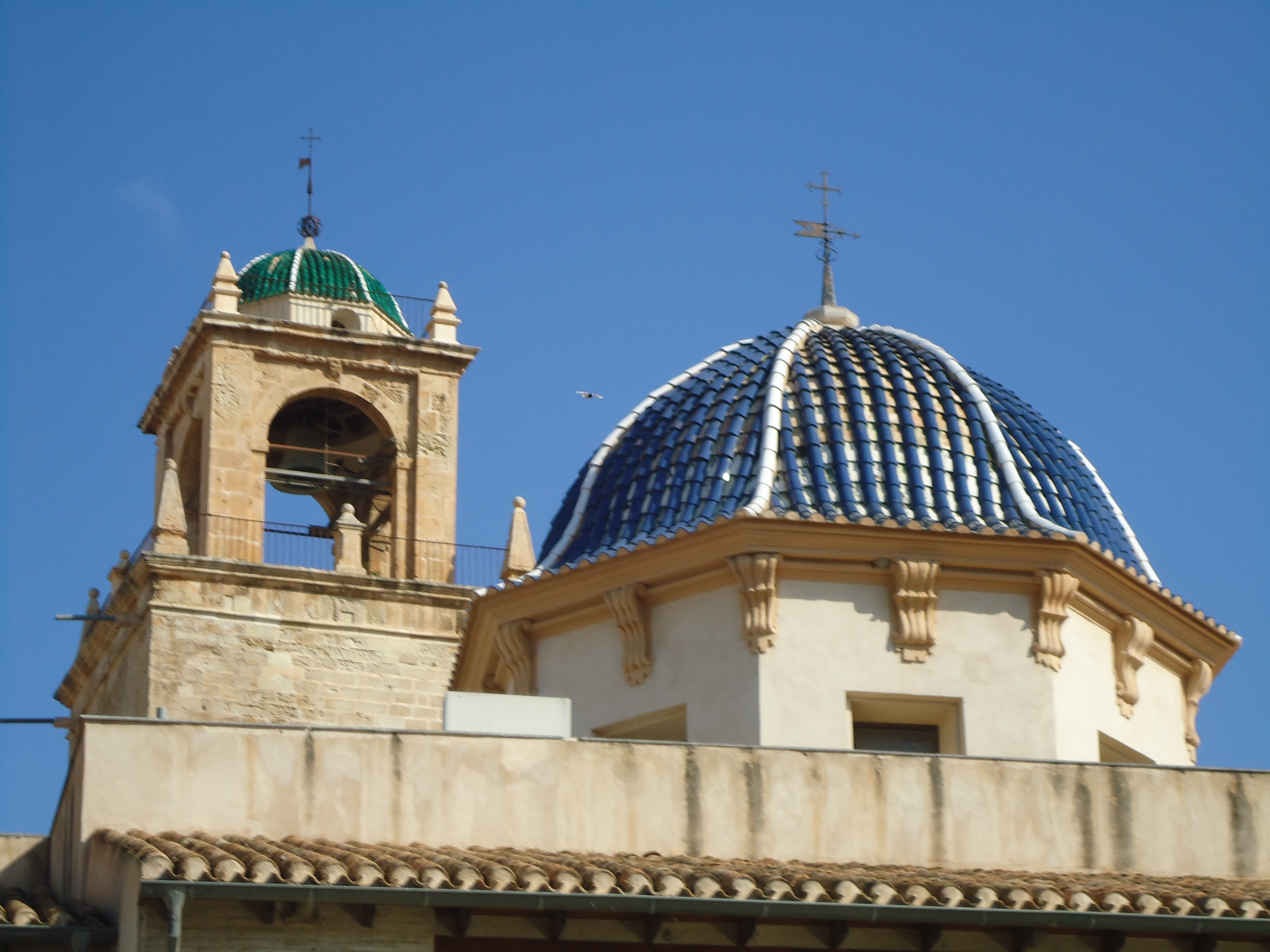
Cúpula del palacio y torre de la catedral

El Obispo además poseía otros pequeños palacetes como el de Caudete o el de Cox donde descansaba en ocasiones.
Dicho palacio acogió a personajes reales en su visita ala ciudad como al rey Carlos IV o a la reina Isabel II.
El edificio posee un acceso directo a la capilla del Loreto a través del patio de la Curia.
Fue restaurado desde 1999 hasta 2003.